# محمدجعفر بهداد
محمدجعفر بهداد زادۀ ۲۳ بهمن ماه ۱۳۵۰ شهر بابل، دانش آموخته حقوق در دانشگاه تهران است که طی ۳ دهه گذشته، روزنامه‌نگار و و مدیر اجرایی در حوزه های رسانه ای و سیاسی بوده است. وی که آزاده و جانباز است، در دولت های نهم و دهم، مدیرکل فرهنگ و ارشاد اسلامی استان هرمزگان (۱۳۸۶)  ، معاون ارتباطات و اطلاع رسانی دفتر رئیس جمهور (۱۳۸۶-۱۳۸۷)  ، مدیرعامل خبرگزاری جمهوری اسلامی ایران (ایرنا)  (اردیبهشت ۱۳۸۷ - دی ماه ۱۳۸۸) و معاون سیاسی دفتر رئیس‌جمهور (۱۳۸۸-۱۳۹۲) بوده است.   پیش از این نیز به مدت ۱۲ سال به عنوان خبرنگار پارلمانی و سرمقاله نویس روزنامه کیهان فعالیت می کرد. او در طول سال های پس از ۱۳۹۲ از فعالیت های سیاسی و رسانه ای فاصله گرفت و به مطالعات اجتماعی روی آورد و در قالب توئیت، استوری و غیره دیدگاه ها و تحلیل های خود را در خصوص آسیب های اجتماعی و نقش آن در شکل گیری بحران های سیاسی و امنیتی منعکس می کند.
محمدجعفر بهداد به عنوان چهره ای عدالت گرا، منتقد وضع موجود شناخته می شود که ضمن تاکید بر دورافتادگی جمهوری اسلامی از برخی آرمان های انقلاب ۵۷ و شکل گیری مناسبات فاسد و ناعادلانه اداری و اقتصادی، اما داشتن امید برای اصلاحات درون ساختاری را ضروری می داند.